# Региональное информационное агентство Московской области
Региональное информационное агентство Московской области (РИАМО) — средство массовой информации, созданное правительством Московской области осенью 2014 года.
РИАМО было организовано на основе портала «В Подмосковье», чей главный редактор Максим Шарапов возглавил агентство. Целью декламировалось создание единой информационной сети из 56 корреспондентских пунктов в городах и районах Подмосковья, освещающих события в Москве и области. РИАМО получило свидетельства Роскомнадзора как информационное агентство и сетевое издание. Учредителями стали ГАУ МО «АИС «Подмосковье»» и Главное управление по информационной политике Московской области. 
Через несколько месяцев после создания РИАМО публиковало не менее 200 материалов в день. 23 мая 2016 года РИАМО запустило новую версию сайта, с обновлёнными интерфейсом и структурой. В крупных городах региона РИАМО запустило городские порталы. На протяжении ряда лет РИАМО устанавливает свои информационные экраны на подмосковных объектах, таких как многофункциональные центры и автовокзалы. РИАМО создало несколько общерегиональных информационных порталов, таких как «Система подачи жалоб для решения проблемы несанкционированных свалок в Подмосковье» и туристический ресурс «Путь-Дорога», победивший в конкурсе «Золотой сайт». 
Согласно счётчикам посещений, сайт РИАМО является самым популярным региональным новостным ресурсом.